# S.E.S.의 수상 목록
다음은 대한민국의 3인조 걸 그룹 가수 《S.E.S.》의 수상 목록이다.

## 시상식

### 1998년
- 6월 10일 서울지방검찰청 자녀 안심하고 학교 보내기 운동 추진본부 : 감사패.
- 12월 5일 제13회 《대한민국 영상음반대상》 : 골든 디스크 부문 SKC 신인 가수상.[1]
- 12월 6일 제4회 KMTV 《가요대전》 : 인기 가수상(본상).
- 12월 18일 제9회 《서울가요대상》 : 10대(大) 가수상.[2]
- 12월 27일 제7회 SBS 《가요대전》 : 10대(大) 가수상.
- 12월 30일 제18회 KBS 《가요대상》 : 올해의 가수상(본상).
- 12월 31일 제34회 MBC 《가요제전》 : 30세 미만의 국민이 뽑은 인기 가수상(본상).

### 1999년
- 2월 25일  일본 VAP 레코드 : 감사패.[3]
- 3월 16일 제6회 《대한민국 연예 예술상》 : 청소년 부문 여자 중창 가수상(여자 그룹상).[4]
- 5월 18일  대만 UFO 라디오 : 1st Winner Award. (<夢をかさねて>.)
- 5월 18일  대만 Voice of Taipei 라디오 : Best of Voice Award. (<Dreams Come True>.)
- 5월 18일  대만 Rock Records  : 20만 장 음반 판매 감사패. (첫 한국 베스트 앨범.)
- 5월 18일  대만 Rock Records  : 아시아권 음반 판매 1위상. (일본 앨범 《Reach Out》.)
- 12월 7일 제17회 《코리아 베스트 드레》 : 가수 부문 여자 베스트 드레서상.[5]
- 12월 11일 제5회 KMTV 《가요대전》 : 본상.
- 12월 13일 선행 예술인 표창식 : 문화체육부장관 표창.[6]
- 12월 16일 제14회 일간스포츠 《대한민국 영상음반대상》 : 골든 디스크 부문 본상.
- 12월 30일 제19회 KBS 《가요대상》 : 청소년 부문 올해의 가수상(본상).
- 12월 31일 제35회 MBC 《10대 가수 가요제》 : 30세 미만의 국민이 뽑은 10대(大) 가수상.

### 2000년
- 3월 8일 제1회 한국방송카메라맨연합회 《대한민국 영상대전》 : 가수 부문 여자 포토제닉상.
- 10월 8일 전국 연예 예술인 노조 : 감사패.

### 2001년
- 6월 21일  대만 avex Record : 골드 레코드상. (한국 라이센스 3집.)
- 6월 21일  대만 avex Record : 골드 레코드상 (한국 라이센스 4집.)
- 11월 26일 제3회 M.net 《뮤직비디오 페스티벌》 : 여자 그룹 부문 최우수 뮤직비디오상. (<꿈을 모아서>.)
- 11월 30일 제9회 《한국 최고 인기 연예대상》 : 청소년 부문 여자 인기 가수상.[7]
- 12월 14일 제16회 《골든 디스크상》 : 파브 PDP 여자 인기 가수상.
- 12월 19일 제7회 KMTV 《가요대전》 : 본상.
- 12월 29일 제10회 SBS 《가요대전》 : 본상.
- 12월 30일 제21회 KBS 《가요대상》 : 청소년 부문 올해의 가수상(본상).
- 12월 31일 제37회 MBC 《10대 가수 가요제》 : 30세 미만의 국민이 뽑은 10대(大) 가수상.

### 2002년
- 3월 2일 수원지방검찰청 : 청소년 범죄 근절 공로상.
- 11월 29일 제4회 M.net 《뮤직비디오 페스티벌》 : 여자 그룹 부문 최우수 뮤직비디오상. (.)

### 2005년
- 11월 27일 제7회 M.net·KM 《뮤직비디오 페스티벌》 : PD 선정 특별상.

## 음악 방송 1위
- S.E.S.가 활동한 1997년 말에서 2002년 말까지는 미디어가 발달되기 전의 시기이며, 그로 인한 자료 부족으로 인해 "지상파", "지역민영", "케이블"로 카테고리를 분류해서 서술하였다.

### 지상파
- 2019년을 기점으로 지상파 3사 모두 공식적으로 영상 아카이브 자료를 공식 사이트(홈페이지·유튜브·실시간 스트리밍 등)를 통해 공개함으로써 기록에 대한 정확한 입증이 가능하게 되었다.

| 연도 | 날짜     | 방송사 | 프로그램 | 수상          | 비고                               | 결과 | 출처   | 노래                                 | 앨범                  |
| --- | -------- | ------ | -------- | ------------- | ---------------------------------- | ---- | ------ | ------------------------------------ | --------------------- |
| 1998년 (총 6회) | 2월 21일 | MBC    | 젊은그대 | 1위           | 통산 1주                           | 수상 | [ 8 ]  | 타이틀 《I'm Your Girl》 (총 4회)    | 정규 1집 (총 5회)     |
| 1998년 (총 6회) | 2월 22일 | SBS    | 인기가요 | 1위           | 통산 1주                           | 수상 |        | 타이틀 《I'm Your Girl》 (총 4회)    | 정규 1집 (총 5회)     |
| 1998년 (총 6회) | 2월 28일 | MBC    | 젊은그대 | 1위           | 통산 2주 연속 2주                  | 수상 | [ 9 ]  | 타이틀 《I'm Your Girl》 (총 4회)    | 정규 1집 (총 5회)     |
| 1998년 (총 6회) | 3월 1일  | SBS    | 인기가요 | 1위           | 통산 2주 연속 2주                  | 수상 |        | 타이틀 《I'm Your Girl》 (총 4회)    | 정규 1집 (총 5회)     |
| 1998년 (총 6회) | 4월 12일 | SBS    | 인기가요 | 1위           | 통산 1주                           | 수상 |        | 후속 《Oh My Love》 (총 1회)         | 정규 1집 (총 5회)     |
| 1998년 (총 6회) | 12월 8일 | KBS2   | 뮤직뱅크 | MVP 1위       | 통산 1주                           | 수상 |        | 타이틀 《Dreams Come True》 (총 5회) | 정규 2집 (총 11회)    |
| 1999년 (총 10회) | 1월 5일  | KBS2   | 뮤직뱅크 | MVP 1위       | 통산 2주                           | 수상 |        | 타이틀 《Dreams Come True》 (총 5회) | 정규 2집 (총 11회)    |
| 1999년 (총 10회) | 1월 10일 | SBS    | 인기가요 | 1위           | 통산 1주                           | 수상 |        | 타이틀 《Dreams Come True》 (총 5회) | 정규 2집 (총 11회)    |
| 1999년 (총 10회) | 1월 19일 | KBS2   | 뮤직뱅크 | MVP 1위       | 통산 3주                           | 수상 |        | 타이틀 《Dreams Come True》 (총 5회) | 정규 2집 (총 11회)    |
| 1999년 (총 10회) | 1월 23일 | MBC    | 음악캠프 | 캠프 차트 1위 | 통산 1주                           | 수상 |        | 타이틀 《Dreams Come True》 (총 5회) | 정규 2집 (총 11회)    |
| 1999년 (총 10회) | 1월 31일 | SBS    | 인기가요 | 1위           | 통산 1주                           | 수상 | [ 10 ] | 후속 《너를 사랑해》 (총 6회)        | 정규 2집 (총 11회)    |
| 1999년 (총 10회) | 2월 9일  | KBS2   | 뮤직뱅크 | MVP 1위       | 통산 1주                           | 수상 |        | 후속 《너를 사랑해》 (총 6회)        | 정규 2집 (총 11회)    |
| 1999년 (총 10회) | 2월 28일 | SBS    | 인기가요 | 1위           | 통산 2주                           | 수상 |        | 후속 《너를 사랑해》 (총 6회)        | 정규 2집 (총 11회)    |
| 1999년 (총 10회) | 3월 2일  | KBS2   | 뮤직뱅크 | MVP 1위       | 통산 2주                           | 수상 |        | 후속 《너를 사랑해》 (총 6회)        | 정규 2집 (총 11회)    |
| 1999년 (총 10회) | 3월 7일  | SBS    | 인기가요 | 1위           | 통산 3주                           | 수상 |        | 후속 《너를 사랑해》 (총 6회)        | 정규 2집 (총 11회)    |
| 1999년 (총 10회) | 3월 16일 | KBS2   | 뮤직뱅크 | MVP 1위       | 통산 3주                           | 수상 |        | 후속 《너를 사랑해》 (총 6회)        | 정규 2집 (총 11회)    |
| 2000년 (총 1회) | 1월 23일 | SBS    | 인기가요 | 1위           | 통산 1주                           | 수상 |        | 후속 《Twilight Zone》 (총 1회)      | 정규 3집 (총 1회)     |
| 2001년 (총 9회) | 2월 8일  | KBS2   | 뮤직뱅크 | 1위           | 통산 1주                           | 수상 |        | 타이틀 《감싸안으며》 (총 8회)       | 정규 4집 (총 8회)     |
| 2001년 (총 9회) | 2월 10일 | MBC    | 음악캠프 | 1위           | 통산 1주                           | 수상 |        | 타이틀 《감싸안으며》 (총 8회)       | 정규 4집 (총 8회)     |
| 2001년 (총 9회) | 2월 15일 | KBS2   | 뮤직뱅크 | 1위           | 통산 2주 연속 2주                  | 수상 |        | 타이틀 《감싸안으며》 (총 8회)       | 정규 4집 (총 8회)     |
| 2001년 (총 9회) | 2월 17일 | MBC    | 음악캠프 | 1위           | 통산 2주 연속 2주                  | 수상 |        | 타이틀 《감싸안으며》 (총 8회)       | 정규 4집 (총 8회)     |
| 2001년 (총 9회) | 2월 18일 | SBS    | 인기가요 | 1위           | 통산 1주                           | 수상 |        | 타이틀 《감싸안으며》 (총 8회)       | 정규 4집 (총 8회)     |
| 2001년 (총 9회) | 2월 22일 | KBS2   | 뮤직뱅크 | 1위           | 통산 3주 연속 3주 골든컵           | 수상 |        | 타이틀 《감싸안으며》 (총 8회)       | 정규 4집 (총 8회)     |
| 2001년 (총 9회) | 2월 24일 | MBC    | 음악캠프 | 1위           | 통산 3주 연속 3주 King of the Camp | 수상 |        | 타이틀 《감싸안으며》 (총 8회)       | 정규 4집 (총 8회)     |
| 2001년 (총 9회) | 2월 25일 | SBS    | 인기가요 | 1위           | 통산 2주 연속 2주                  | 수상 |        | 타이틀 《감싸안으며》 (총 8회)       | 정규 4집 (총 8회)     |
| 2001년 (총 9회) | 9월 2일  | SBS    | 인기가요 | 1위           | 통산 1주                           | 수상 |        | 타이틀 《꿈을 모아서》 (총 1회)      | 스페셜 4.5집 (총 1회) |
| 2002년 (총 5회) | 3월 10일 | SBS    | 인기가요 | 1위           | 통산 1주                           | 수상 |        | 타이틀 《U》 (총 5회)                | 정규 5집 (총 5회)     |
| 2002년 (총 5회) | 3월 17일 | SBS    | 인기가요 | 1위           | 통산 2주 연속 2주                  | 수상 |        | 타이틀 《U》 (총 5회)                | 정규 5집 (총 5회)     |
| 2002년 (총 5회) | 3월 23일 | MBC    | 음악캠프 | 1위           | 통산 1주                           | 수상 |        | 타이틀 《U》 (총 5회)                | 정규 5집 (총 5회)     |
| 2002년 (총 5회) | 3월 24일 | SBS    | 인기가요 | 1위           | 통산 3주 연속 3주 왕중왕           | 수상 |        | 타이틀 《U》 (총 5회)                | 정규 5집 (총 5회)     |
| 2002년 (총 5회) | 3월 30일 | MBC    | 음악캠프 | 1위           | 통산 2주 연속 2주                  | 수상 |        | 타이틀 《U》 (총 5회)                | 정규 5집 (총 5회)     |
| KBS2·MBC·SBS 지상파 3사의 주요 음악 방송에서 1위를 차지한 목록이다. 총 5년간의 활동 기간 동안 총 8곡으로 총 31회의 1위를 차지하였으며, 이는 1세대 걸 그룹 최다 지상파 음악 방송 1위 기록이다. |          |        |          |               |                                    |      |        |                                      |                       |
| 총 활동 기간 : 5년 총 활동 앨범 : 6장 총 활동 곡수 : 11곡 총 1위 곡수 : 8곡 총 1위 횟수 : 31회                                                                                                |          |        |          |               |                                    |      |        |                                      |                       |

### 지역민영
- 당시 1위 수상 제도제를 실시한 지역민영방송은 2001년도부터 실시한 iTV 경인방송의 Hot3 Big10이 유일하였다.

| 연도                                 | 날짜     | 방송사 | 프로그램   | 수상 | 결과 | 출처 | 노래                   | 앨범         |
| ------------------------------------ | -------- | ------ | ---------- | ---- | ---- | ---- | ---------------------- | ------------ |
| 2001년                               | 2월      | iTV    | Hot3 Big10 | 1위  | 수상 |      | 타이틀 《감싸안으며》  | 정규 4집     |
| 2001년                               | 9월 2일  | iTV    | Hot3 Big10 | 1위  | 수상 |      | 타이틀 《꿈을 모아서》 | 스페셜 4.5집 |
| 2002년                               | 3월 17일 | iTV    | Hot3 Big10 | 1위  | 수상 |      | 타이틀 《U》           | 정규 5집     |
| 총 1위 곡수 : 3곡, 총 1위 횟수 : 3회 |          |        |            |      |      |      |                        |              |

### 케이블
| 1998년 (총 6회)                                                                     | - 《I'm Your Girl》 (총 5회) - 1월 17일 KMTV 쇼뮤직탱크 1위 - 1월 24일 KMTV 쇼뮤직탱크 1위 (2주 연속) - 1월 31일 KMTV 쇼뮤직탱크 1위 (3주 연속) - 2월 7일 KMTV 쇼뮤직탱크 1위 (4주 연속) - 2월 14일 KMTV 쇼뮤직탱크 1위 (5주 연속, 최강자) - 《Oh My Love》 (총 1회) - 4월 04주 KMTV 결정 인기가요 43 1위 |
| 1999년 (총 28회)                                                                    | - 《Dreams Come True》 (총 7회) - 1월 2일 M.net 가요베스트 27 1위 기사속 언급 - 1월 9일 M.net 가요베스트 27 1위 (2주 연속) - 1월 16일 M.net 가요 베스트 27 1위 (3주 연속) - 1월 23일 M.net 가요 베스트 27 1위 (4주 연속) - 1월 04주 채널V 새한 코리안 탑20 1위 - 1월 05주 채널V 새한 코리안 탑20 1위 (2주 연속) - 2월 01주 채널V 새한 코리안 탑20 1위 (3주 연속) - 《너를 사랑해》 (총 11회) - 2월 02주 KMTV 결정인기가요 43 1위 - 2월 03주 KMTV 결정인기가요 43 1위 (2주 연속) - 3월 01주 KMTV 결정인기가요 43 1위 (3주 연속) - 3월 02주 KMTV 결정인기가요 43 1위 (4주 연속) - 2월 13일 KMTV 쇼! 뮤직탱크 1위 - 2월 20일 KMTV 쇼! 뮤직탱크 1위 (2주 연속) - 3월 6일 KMTV 쇼! 뮤직탱크 1위 (3주 연속) - 2월 20일 M.net 가요 베스트 27 1위 - 2월 27일 M.net 가요 베스트 27 1위 (2주 연속) - 3월 6일 M.net 가요 베스트 27 1위 (3주 연속) - 3월 13일 M.net 가요 베스트 27 1위 (4주 연속) - 《Love》 (총 8회) - 11월 04주 KMTV 쇼! 뮤직탱크 1위 - 12월 01주 KMTV 쇼! 뮤직탱크 1위 (2주 연속) - 12월 01주 KMTV 결정인기가요 1위 (2주 연속) - 12월 02주 KMTV 결정인기가요 1위 (2주 연속) - 11월 27일 M.net 가요 베스트27 1위 - 12월 4일 M.net 가요 베스트27 1위 (2주 연속) - 12월 18일 M.net 가요 베스트27 1위 (3주 연속) - 12월 25일 M.net 가요 베스트27 1위 (4주 연속) - 《Twilight Zone》 (총 2회) - 12월 03주 KMTV 쇼! 뮤직탱크 1위 - 12월 04주 KMTV 결정인기가요 1위 |
| 2000년 (총 3회)                                                                     | - 《Love》 (총 2회) - 1월 1일 M.net 가요 베스트27 1위 (5주 연속) - 1월 01주 채널V 새한 코리안 탑20 1위 - 《Twilight Zone》 (총 1회) - 2월 5일 M.net 가요 베스트27 1위 |
| 2001년 (총 10회)                                                                    | - 《감싸안으며》 (총 7회) - 1월 26일 NTV N-top 인기가요 1위 - 2월 2일 NTV N-top 인기가요 1위 (2주 연속) - 2월 16일 NTV N-top 인기가요 1위 (통산 3주) - 1월 28일 M.net 가요 베스트 27 감싸안으며 1위 - 2월 9일 KMTV 결정 인기가요 43 1위 - 2월 16일 KMTV 결정 인기가요 43 1위 (2주 연속) - 2월 2일 KMTV 쇼! 뮤직탱크 1위 - 《꿈을 모아서》 (총 3회) - 8월 11일 M.net 가요 베스트 27 1위 - 8월 17일 M.net 쇼킹M 1위 - 8월 17일 KMTV 결정 인기가요 43 1위 |
| 2002년 (총 10회)                                                                    | - 《U》 (총 10회) - 3월 9일 M.net 가요 베스트 27 1위 - 3월 16일 M.net 가요 베스트 27 1위 (2주 연속) - 3월 23일 M.net 가요 베스트 27 1위 (3주 연속) - 3월 30일 M.net 가요 베스트 27 1위 (4주 연속) - 3월 13일 한국 MTV 카운트다운 1위 - 3월 20일 한국 MTV 카운트다운 1위 (2주 연속) - 3월 27일 한국 MTV 카운트다운 1위 (3주 연속) - 3월 22일 KMTV 결정 인기가요 43 1위 - 3월 15일 KMTV 쇼! 뮤직탱크 1위 - 3월 22일 KMTV 쇼! 뮤직탱크 1위 (2주 연속) |
| M.net·KMTV·NTV·MTV·채널 V 등의 주요 케이블 음악 프로그램에서 1위를 차지한 목록이다. | |

## 방송 프로그램
| 1998년 (총 1회) | 12월 19일 | M.net | 가요 베스트 27     | 여자 신인 부문 뮤직 비디오상    | 수상 |  |
| 1999년 (총 3회) | 1월 1일   | SBS   | 뉴스타 대행진      | MVP                             | 수상 |  |
| 1999년 (총 3회) | 1월 23일  | MBC   | 음악캠프           | 스타 청백전 MVP                 | 수상 |  |
| 1999년 (총 3회) | 3월 10일  | SBS   | 머리가 좋아지는 TV | 우수상                          | 수상 |  |
| 2000년 (총 1회) | 10월 8일  | SBS   | 인기가요           | 상반기 1위 수상자들 특별 트로피 | 수상 |  |
| 총 5회          |           |       |                    |                                 |      |  |